# Csaba Sós
Csaba Sós (Eger, Hungría, 20 de abril de 1957) es un nadador retirado especializado en pruebas de estilo combinado. Fue medalla de bronce en la prueba de 400 metros estilos en el Campeonato Europeo de Natación de 1977.
Representó a Hungría en los Juegos Olímpicos de Munich 1972, Montreal 1976 y Moscú 1980.

## Palmarés internacional
| Campeonato Europeo de Natación | Campeonato Europeo de Natación | Campeonato Europeo de Natación | Campeonato Europeo de Natación |
| Año                            | Lugar                          | Medalla                        | Prueba                         |
| ------------------------------ | ------------------------------ | ------------------------------ | ------------------------------ |
| 1977                           | Jönköping (Suecia)             | Medalla de bronce              | 400 m estilos                  |